# Mary Elizabeth Frye
Mary Elizabeth Frye [pronunție, frai] (n. 13 noiembrie 1905, Dayton, Ohio, SUA – d. 15 septembrie 2004, Baltimore, America Britanică⁠(d), Regatul Marii Britanii) a fost o casnică și florăreasă din Baltimore, Maryland, descoperită târziu ca fiind autoarea celebrei poezii Do not stand at my grave and weep (în română Nu sta la mormântul meu ca să plângi), scrisă în anul 1932.

## Biografie
A rămas orfană la vârsta de trei ani.
Identitatea autorului poeziei a fost necunoscută până spre finele decadei 1990, când Frye a dezvăluit că ea a scris-o. Revendicarea a fost ulterior (1998) dovedită prin cercetări de către Abigail Van Buren, jurnalistă foiletonistă la Times.

## Operă literară
Mary E. Fry a avut inspirația acestei poezioare capodoperă de la un caz real, apropiat, o tânără evreică prietenă (Margaret Schwarzkopf) nu s-a putut duce să verse o lacrimă la mormântul mamei în Germania, din cauza persecuțiilor antievreiești de atunci. Autoarea a oferit-o prietenei sale drept condoleanțe. Sursa acestei teorii este necunoscută. Teoria însă este plauzibilă, din două motive: evreii au avut multe asemenea cazuri, iar anul scrierii poeziei, 1932, aparține perioadei de fervoare nazistă în Germania.